# Jan Leszczyński z Leśnej
Jan Leszczyński z Leśnej herbu Korczak (ur. przed 1600, zm. przed 1654) – polski urzędnik.

## Życiorys
Wywodził się z rodu Leszczyńskich herbu Korczak z Leśnej (wzgl. Leszny) na ziemi sanockiej. Został zastawnym posiadaczem Mchawy (1622), dzierżawcą Kulasznego w starostwie sanockim. Pełnił funkcje podsędka (1623), sędziego ziemskiego sanockiego (1635), posła na sejmy od 1627 do 1642, kilka razy marszałka sejmiku w Wiszni, sędziego kapturowego sanockiego, poborcy i szafarza poborów w sanockim.
Sędzia kapturowy ziemi sanockiej w 1632 roku.
W 1640 otrzymał konsens na cesję Kulasznego i Płowiec na rzecz synów Tomasza, Hiacynta i Jana. W 1652 nabył prawa od Prosielca od Jakuba Podgórskiego. Zmarł przed 1654.
W 1625 poślubił Barbarę z Kowalkowa, pisarzównę sandomierską. Jego dziećmi byli: Hiacynt, Tomasz (urzędnik sądowy), Jan, Wojciech (franciszkanin pod imieniem Franciszek), Piotr, Zofia, Barbara, Katarzyna.